# Косья (приток Иса)
Косья — река в России, протекает по Свердловской области. Устье реки находится в 51 км по правому берегу реки Ис. Длина реки составляет 10 км.

## Топоним
С коми-перм. кöс — «сухой», «обмелевший». Окончание «я» возникло под влиянием многочисленных мансийских названий рек, оканчивающихся на «я» (манс. я — «река»).

## Данные водного реестра
По данным государственного водного реестра России относится к Иртышскому бассейновому округу, водохозяйственный участок реки — Тура от истока до впадения реки Тагил, речной подбассейн реки — Тобол. Речной бассейн реки — Иртыш.
Код объекта в государственном водном реестре — 14010501212111200004534.